# Эванс, Крис
Кри́стофер Ро́берт Э́ванс (англ. Christopher Robert Evans; род. 13 июня 1981, Бостон, Массачусетс, США) — американский актёр. Мировую известность ему принесла роль Капитана Америка в Кинематографической вселенной Marvel. Эванс также исполнил роль Джонни Шторма / Человека-факела в фильме «Фантастическая четвёрка» (2005), его сиквеле 2007 года, а также в фильме «Дэдпул и Росомаха» (2024).
Эванс начал карьеру с телевизионного сериала «Противоположный пол» (2000), и, вдобавок к работе в супергеройских фильмах, появлялся в таких картинах, как «Недетское кино» (2001), «Пекло» (2007), «Скотт Пилигрим против всех» (2010), «Сквозь снег» (2013), «Одарённая» (2017) и «Достать ножи» (2019). В 2014 году он дебютировал как режиссёр с фильмом «Прежде чем мы расстанемся», где также исполнил главную роль.

## Ранние годы
Кристофер Роберт Эванс родился 13 июня 1981 года в Бостоне, штат Массачусетс, и вырос в соседнем городе Садбери. Его мать, Лиза (урождённая Капуано), является художественным руководителем молодёжного театра Конкорд, а его отец Роберт — дантист. Родители развелись в 1999 году.
У Эванса есть две сестры, Карли и Шанна, и брат, также актёр Скотт Эванс. Он и его братья и сёстры были воспитаны католиками. Их дядя, Майк Капуано, представлял 8-й округ конгресса Массачусетса. Эванс имеет ирландское происхождение, а также итальянское происхождение от своего деда по материнской линии.
В детстве он увлекался музыкальным театром и посещал актёрский лагерь. Будучи школьником, сыграл Рэндольфа Маккафи в мюзикле «Прощай, птичка». Он и его братья и сёстры также выступали перед родственниками на Рождество. Перед началом выпускного класса средней школы Эванс провёл лето в Нью-Йорке и посещал занятия в Институте театра и кино Ли Страсберга. Он рано окончил региональную среднюю школу Линкольн-Садбери.

## Карьера

### 1997—2004: Ранние роли
Впервые появился в короткометражном образовательном фильме под названием «Биоразнообразие: без ума от жизни!» в 1997 году.
В сентябре 2000 года он переехал в Лос-Анджелес и жил в апартаментах в Толука-Лейк, где познакомился с другими молодыми актёрами. В том же году Эванс дебютировал на экране в телевизионном фильме «Новички». Затем он сыграл главную роль в телесериале «Противоположный пол», который длился восемь сезонов. В 2001 году он снялся в фильме «Недетское кино», пародии на подростковые фильмы, в которой он играет футболиста средней школы. Фильм получил в основном негативные отзывы, но собрал 38 миллионов долларов внутри страны и 28 миллионов долларов за рубежом при мировом прокате в 66 миллионов долларов.
В 2004 году у него была главная роль в фильме «Высший балл», подростковой комедии-ограблении о группе студентов, которые врываются в офис, чтобы украсть ответы на экзамен SAT. Фильм был подвергнут критичной оценке. Также в том же году он снялся в боевике «Сотовый» вместе с Джейсоном Стейтемом, Ким Бейсингер и Уильямом Х. Мэйси. Эванс играет студента колледжа Райана, который должен спасти похищенную женщину (Бейсингер) после случайного телефонного звонка от неё. Хотя эта роль получила неоднозначный отклик, в обзоре журнала Slant Magazine было высказано мнение: Эванс доказал, что он достаточно харизматичный актёр. В ретроспективном интервью Эванс отметил, что некоторые из его ранних фильмов были «действительно ужасными».

### 2005—2010: Успех
В 2005 году Эванс снялся в независимой драме «Жестокие люди», экранизации одноимённого романа Дирка Виттенборна. Затем последовала роль в романтической драме «Лондон» (2005), в которой он сыграл наркомана с проблемами в отношениях. «Лондон» был негативно воспринят критиками. Журнал Variety описал его как «ядовитый» и счел персонажа Эванса худшим, а кинокритик Роджер Эберт назвал фильм ужасным.
Затем он сыграл супергероя Человека-факела в «Фантастической четвёрке» (2005), основанной на одноимённом комиксе Marvel. После выхода фильм имел коммерческий успех, несмотря на неоднозначный приём. В своём смешанном обзоре Джо Лейдон из Variety похвалил актерский состав за их усилия и отметил, что Эванс отлично сыграл. Два года спустя он повторил роль Джонни Шторма в сиквеле «Фантастическая четвёрка: Вторжение Серебряного сёрфера» (2007). Роб Салем из Торонто стар счел фильм значительным прорывом по сравнению с первым, а критик из Chicago Reader отметил, что актерский состав был достойным для продолжения. В 2016 году, размышляя о своём опыте работы с фильмами «Фантастическая четвёрка», Эванс сказал, что фильмы были не совсем такими, какими он их себе представлял.
В 2007 году Эванс озвучил персонажа Кейси Джонса в анимационном фильме «Черепашки-ниндзя». Фильм был выпущен компаниями Warner Bros. и The Weinstein Company и получил неоднозначные отзывы критиков, но имел коммерческий успех, собрав 95 миллионов долларов по всему миру. Затем он снялся в научно-фантастическом триллере Дэнни Бойла «Пекло» о группе астронавтов, выполняющих опасную миссию по возрождению умирающего солнца. Фильм получил в целом положительные отзывы. Роджер Эберт написал, что актерский состав отлично справился… почти все они играют профессиональных астронавтов/ученых, а не героев боевика. Затем последовала роль в комедийной драме «Дневники няни», в которой Крис играет бойфренда главной героини Скарлетт Йоханссон. В том же году выходит фильм «Битва за планету Терра». Премьера состоялась на Международном кинофестивале в Торонто в 2007 году, за которым последовал более широкий театральный релиз в 2009 году. Критический прием был в значительной степени неоднозначным. Агрегатор обзоров Rotten Tomatoes оценил фильм на 49 % на основе отзывов 95 критиков.
В 2008 году он сыграл роль детектива Пола Дисканта в триллере «Короли улиц» вместе с Киану Ривзом. Затем получил роль в фильме Пропажа алмаза «Слеза». Это романтическая драма, основанная на сценарии Теннесси Уильямса 1957 года. Фильм получил отрицательные отзывы, а критик Village Voice назвал выступление Эванса «кататоническим». В следующем году он снялся в научно-фантастическом триллере «Пятое измерение». Фильм рассказывает о группе людей, рождённых с различными сверхспособностями, которые объединяются, чтобы уничтожить секретное агентство, генетически превращающее обычных граждан в армию суперсолдат. Основная съёмка проходила в Гонконге, где Эванс получил синяки от собственных сцен драки. Реакция на фильм была в целом отрицательной. Клаудия Пуиг из USA Today описала его как глупый и запутанный, в то время как Мик Ласелл из San Francisco Chronicle раскритиковал историю, которая не имеет смысла, и предсказал, что Эванс в один прекрасный день снимется в хорошем фильме.
В 2010 году Крис сыграл в фильме «Лузеры», адаптации одноимённой серии комиксов. Эванса привлекла роль капитана Джейка Дженсена, потому что персонаж не воспринимает всё слишком серьёзно. Он из тех, кто любит жизнь, и он всегда ищет во всём юмор. Хотя фильм получил неоднозначные отзывы, критик The Guardian похвалил актеров за их легкое очарование. Затем Эванс появился в другой адаптации комиксов Эдгара Райта «Скотт Пилигрим против всех», в котором он изобразил Лукаса Ли, одного из семи бывших Рамоны Флауэрс. Фильм стал «кассовой бомбой» и получил положительные отзывы критиков.
В 2011 году он снялся в драме Марка Кассена и Адама Кассена «Прокол». Премьера фильма состоялась на кинофестивале в Трайбеке в 2011 году в качестве одного из главных проектов, посвящённых 10-летию фестиваля. Эванс изображает Майка Вайса, который в реальной жизни был молодым адвокатом и наркоманом. После выпуска критический приём разделился. Затем Эванс получил роль в романтической комедии «Сколько у тебя?».

### 2011—2017: Капитан Америка и режиссёрский дебют

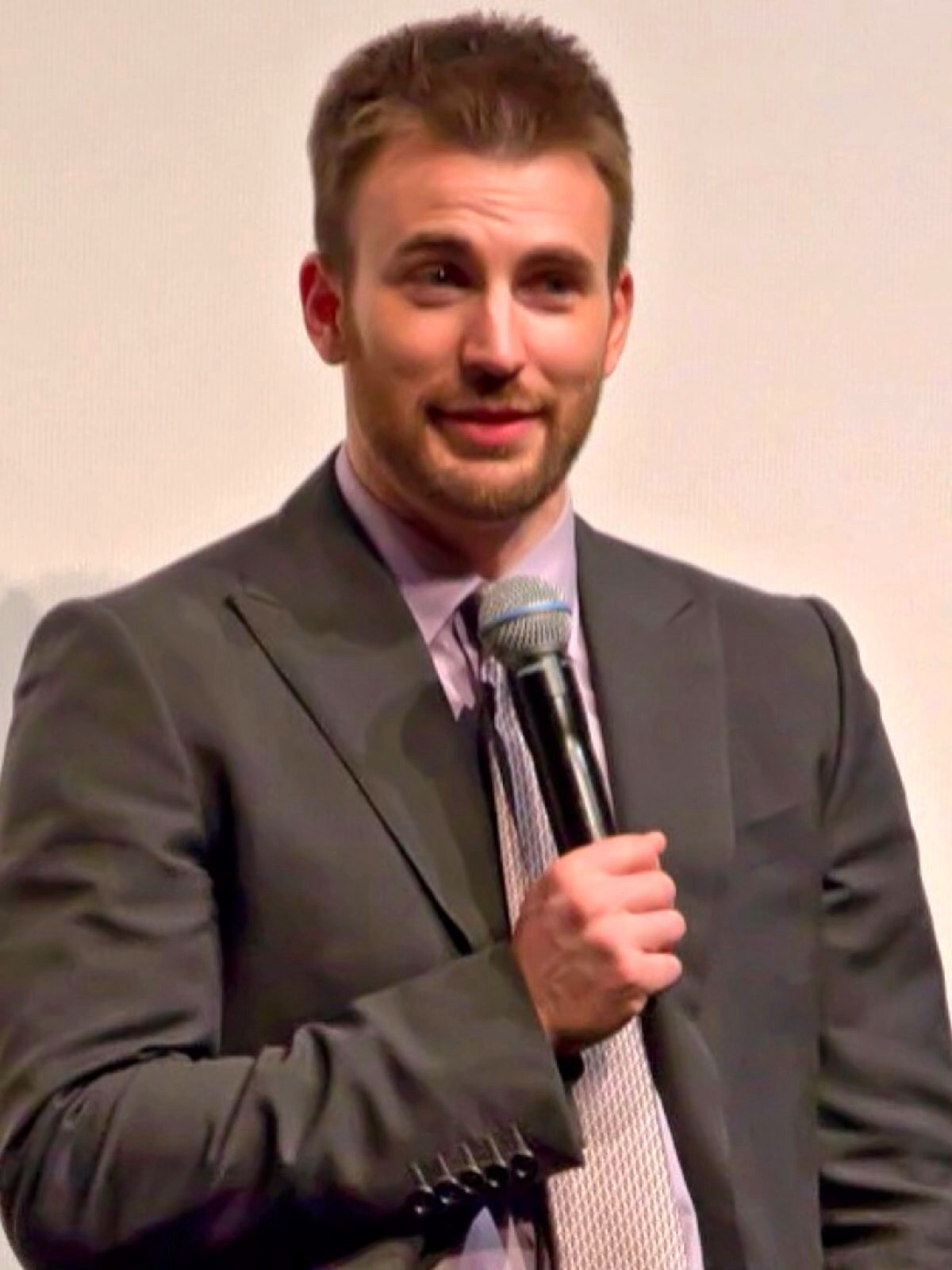
Эванс в 2012 году

В 2010 году Эванс подписал контракт с Marvel Studios на несколько фильмов, в которых он должен быть сыграть персонажа комиксов Marvel Стива Роджерса / Капитана Америку. Эванс сначала отказался от этой роли, но проконсультировался с Робертом Дауни-младшим, который посоветовал ему согласиться на эту роль. Благодаря настойчивости Marvel Эванс согласился, а потом пошёл к терапевту. Он отметил, что играть этого персонажа забавно, и добавил: «Я думаю, что Marvel сейчас снимает много отличных фильмов». Первым фильмом в серии стал «Первый мститель» (2011). История повествует о главном герое, который превращается в суперсолдата Капитана Америку и должен помешать Красному Черепу использовать Тессеракт в качестве источника энергии для мирового господства. Фильм получил критический и коммерческий успех, заработав более 370 миллионов долларов в мировом прокате. В своём положительном отзыве газета The Sydney Morning Herald сочла фильм «свежим поворотом истории 20-го века» и похвалила игру Эванса.
Год спустя он повторил роль персонажа в Мстителях с широким актёрским составом, в который вошли Роберт Дауни-младший, Марк Руффало, Крис Хемсворт, Скарлетт Йоханссон и Джереми Реннер. Полнометражный фильм стал ещё одним коммерческим успехом. Он собрал 1,519 миллиарда долларов и стал одним из самых кассовых фильмов всех времён. Агрегатор обзоров Rotten Tomatoes оценил его на 92 % на основе более чем 350 отзывов. Фильм получил номинацию на премию Оскар за лучшие визуальные эффекты и номинацию на премию Британской киноакадемии (BAFTA) за лучшие специальные визуальные эффекты. В том же году он сыграл наёмного убийцу Роберта Пронджа в биографическом фильме «Ледяной» об убийце Ричарде Куклински. Роль Эванса изначально предназначалась Джеймсу Франко, но он отказался от неё ещё до начала съёмок. Чтобы выглядеть достойно, Эванс надел парик и отрастил бороду. В статье для The Hollywood Reporter Дэвид Руни похвалил разностороннюю игру Эванса, которая была непохожа на его образ Капитана Америки.
Вернувшись к жанру научной фантастики, Эванс снялся в фильме Пона Чжуна Хо «Сквозь снег» (2013). Пон поначалу не хотел брать его на роль, но передумал, увидев выступления Эванса в других фильмах. Действие происходит на борту поезда Snowpiercer, который путешествует по всему земному шару, перевозя последних представителей человечества после неудачной попытки климатической инженерии остановить глобальное потепление. Фильм получил высокие оценки критиков. «Сквозь снег» появился в нескольких списках лучших фильмов 2014 года, включая список «Классика современного южнокорейского кинематографа» The Guardian.

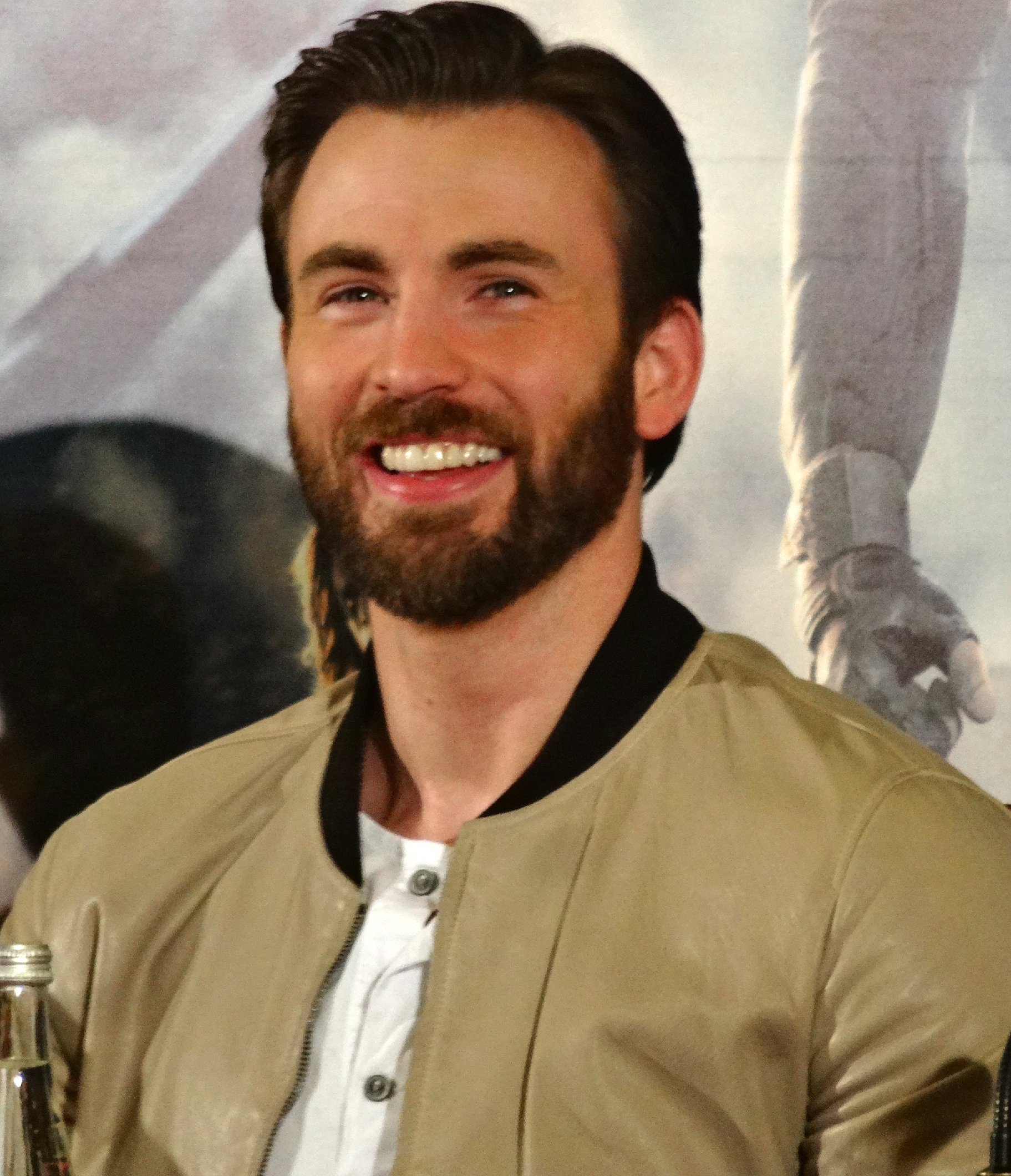
Эванс в 2014 году

В 2014 году Эванс снялся в фильме «Первый мститель: Другая война». В фильме Капитан Америка объединяет усилия с Черной Вдовой и Соколом, чтобы раскрыть заговор внутри шпионского агентства Щ.И.Т., столкнувшись лицом к лицу с убийцей, известным как Зимний солдат. Основная съёмка началась в августе 2013 года. Эванс подготовился, проведя три месяца силовых тренировок и изучив все боевые сцены. Как и первый фильм, второй был хорошо принят и имел коммерческий успех, собрав в мировом прокате 714 миллионов долларов. Питер Хауэлл из Toronto Star назвал Эванса впечатляющим за то, что он оживил персонажа комикса, несмотря на то, что сюжет был слишком сложным. Эванс сказал, что этот фильм стал его любимым, потому что он начал понимать своего персонажа и ему нравилось работать с режиссёрами Энтони и Джо Руссо.
В марте 2014 года Эванс сказал, что, возможно, подумает о том, чтобы поменьше сниматься, чтобы сосредоточиться на режиссуре. В том же году он дебютировал в качестве режиссёра в романтической комедии «Прежде чем мы расстанемся». Фильм рассказывает историю двух незнакомцев, которые встречаются на Центральном вокзале и за одну ночь образуют невероятную связь. Премьера фильма состоялась на Международном кинофестивале в Торонто в 2014 году. Критик The New York Times Бен Кенинсберг высказал мнение, что это была «умеренная попытка», а химия актеров сделала его смотрибельным. В том же году он снялся в другой романтической комедии «Сердце вдребезги». В следующем году он снова сыграл капитана Америку в фильме «Мстители: Эра Альтрона». В 2016 году он повторил роль в фильме «Первый мститель: Противостояние». Оба этих фильма стали кассовыми хитами, собрав в мировом прокате 1,4 миллиарда долларов и 1,1 миллиарда долларов соответственно. Позже The Hollywood Reporter узнал, что его зарплата за «Первый мститель: Противостояние» составила 15 миллионов долларов.
В 2017 году Эванс снялся в семейной драме «Одарённая» об интеллектуально одарённой семилетней девочке, которая становится предметом спора об опеке между её дядей (Эванс) и бабушкой (Линдси Дункан). Хотя действие происходило во Флориде, съёмки проходили в Джорджии, чтобы воспользоваться финансовым стимулом штата в размере 3 миллионов долларов. Фильм получил благоприятный отклик. Журнал Empire высказал мнение, что Эванс сыграл свою роль убедительно, несмотря на предсказуемый сюжет. В том же году его пригласили вступить в Академию кинематографических искусств и наук.

### 2018—2021: Дебют на Бродвее и завершение «Мстителей»
В 2018 году он снялся в сиквеле «Мстители: Война бесконечности», а весной 2019 года ― в четвёртом сиквеле «Мстители: Финал». Оба фильма были сняты режиссёрами Энтони и Джо Руссо. Они намеревались снимать их одновременно, но отказались от этой идеи из-за сложностей. Эванс признался, что он и Скарлетт Йоханссон не видели полного сценария «Мстители: Война бесконечности» перед съёмками, сказав: «Нам пришлось потребовать настоящий бумажный сценарий. Нам давали либо страницы, либо фрагменты на iPad. Это было сложно». В то время как USA Today высказала мнение, что Эванс и его коллега Крис Хемсворт были потрясающими в фильме, рецензент из журнала Time раскритиковал фильм за отсутствие ритма и содержания. Когда «Мстители: Финал» был завершён в октябре 2018 года, Эванс признался, что это был эмоциональный момент: «В течение последнего месяца съемок я каждый день ходил на работу и был немного подавленным, благодарным и много ностальгировал. К последнему дню я уже начал плакать». Четвёртый сиквел собрал 2,7 миллиарда долларов по всему миру, и создатели фильма получили высокую оценку Робби Коллина из The Telegraph за создание одного из самых интересных фильмов в кинематографической вселенной Marvel.
Эванс дебютировал на Бродвее в пьесе «Герой лобби» режиссёра Трипа Каллмана, которая открылась в марте 2018 года в театре Хелен Хейс в рамках первого бродвейского сезона театра Второй сцены. Бен Брэнтли из The New York Times назвал это потрясающим дебютом на Бродвее и счел его выступление чудом плавного расчета и хвастовства. Эванс был номинирован на премию Лиги Драмы. В 2019 году Эванс сыграл агента израильского Моссада в триллере Netflix «Курорт для ныряльщиков на Красном море», основанном на событиях операции Моисей и операции Джошуа в 1984-85 годах. Фрэнк Шек из The Hollywood Reporter дал фильму неоднозначную оценку, он отметил, что Эванс сыграл искренне, несмотря на то, что заметил недостатки в темпе и тоне фильма. Позже в том же году он снялся в роли Рэнсома Драйсдейла, избалованного плейбоя, в мистическом фильме Райана Джонсона «Достать ножи», который получил признание критиков и собрал 309 миллионов долларов по всему миру.
В 2020 году Эванс снялся в фильме «Защищая Джейкоба», мини-сериале криминальной драмы Apple TV+, основанном на одноимённом романе. Он сыграл Энди Барбера, помощника окружного прокурора, чей сын обвиняется в убийстве. Дэниел Файнберг из The Hollywood Reporter похвалил выступление Эванса, заявив, что он крепок и передает правильную меру сочувствия и страха.
Он появился в комедийном фильме Адама Маккея для Netflix «Не смотрите наверх», сыграв в фильме камео.

### 2021—настоящее время
Эванс сыграл одну из главных ролей вместе с Райаном Гослингом и Аной де Армас в шпионском триллере «Серый человек», режиссёров Энтони и Джо Руссо. Фильм получил смешанные отзывы от критиков, но был очень тепло принят зрителями и стал одним из самых успешных в 2022 году, заняв шестое место по просмотрам на сервисе за всё время. Крис также озвучил главную роль в анимационном фильме Disney и Pixar «Базз Лайтер», режиссёром которого выступил Ангус Маклейн.
21 апреля 2023 года на Apple TV+  вышел романтический экшн-боевик «Без ответа», где Крис и Ана де Армас сыграли главные роли влюблённой пары.
4 января 2022 года Эванс был выбран на роль Джина Келли в предстоящем драматическом фильме, написанном и спродюсированном Джоном Логаном.

## Личная жизнь
Эванс был воспитан католиком, однако ныне является пантеистом, а также проявляет интерес к философии буддизма.
Во время съёмок «Одарённой» в 2015 году Эванс приютил собаку по кличке Доджер из местного приюта для животных, где проходили съёмки фильма.
В период с 2001 по 2006 год Эванс встречался с актрисой Джессикой Бил. 

В 2007 году у него был непродолжительный роман с актрисой Минкой Келли, с которой он вновь сошёлся в сентябре 2012 года; в октябре 2013 года пара рассталась. 

С июня 2016 по начало 2017 года Эванс встречался с актрисой Дженни Слейт. Пара вновь сошлась в конце 2017 года, однако в марте 2018 года Эванс подтвердил, что они расстались. 

По данным на 2023 год состоит в отношениях с актрисой Алба Баптишта. 9 сентября 2023 года пара сыграла свадьбу на частной домашней церемонии на Кейп-Коде в Массачусетсе.

## Фильмография
| Год  |    | Русское название                                       | Оригинальное название                     | Роль                                            |
| ---- | -- | ------------------------------------------------------ | ----------------------------------------- | ----------------------------------------------- |
| 2000 | ф  | Новоприбывшие                                          | The Newcomers                             | Джадд                                           |
| 2000 | с  | Противоположный пол                                    | Opposite Sex                              | Кэри Бастон                                     |
| 2001 | ф  | Недетское кино                                         | Not Another Teen Movie                    | Джейк Уайлер                                    |
| 2004 | ф  | Высший балл                                            | The Perfect Score                         | Кайл                                            |
| 2004 | ф  | Сотовый                                                | Cellular                                  | Райан                                           |
| 2005 | ф  | Жестокие люди                                          | Fierce People                             | Брайс                                           |
| 2005 | ф  | Фантастическая четвёрка                                | Fantastic Four                            | Джонни Шторм / Человек-факел                    |
| 2005 | ф  | Лондон                                                 | London                                    | Сид                                             |
| 2007 | мф | Черепашки-ниндзя                                       | TMNT                                      | Кейси                                           |
| 2007 | ф  | Пекло                                                  | Sunshine                                  | Мэйс                                            |
| 2007 | ф  | Дневники няни                                          | The Nanny Diaries                         | Гарвардский красавчик Хэйден                    |
| 2007 | ф  | Фантастическая четвёрка: Вторжение Серебряного сёрфера | Fantastic Four: Rise of the Silver Surfer | Джонни Шторм / Человек-факел                    |
| 2007 | мф | Битва за планету Терра                                 | Battle for Terra                          | Стюарт Стэнтон                                  |
| 2008 | ф  | Короли улиц                                            | Street Kings                              | детектив Пол Дискант                            |
| 2008 | ф  | Пропажа алмаза «Слеза»                                 | The Loss of a Teardrop Diamond            | Джимми                                          |
| 2008 | мс | Робоцып                                                | Robot Chicken                             | разные роли                                     |
| 2009 | ф  | Пятое измерение                                        | Push                                      | Ник Гант                                        |
| 2010 | ф  | Лузеры                                                 | The Losers                                | Дженсен                                         |
| 2010 | ф  | Скотт Пилигрим против всех                             | Scott Pilgrim vs. the World               | Лукас Ли                                        |
| 2011 | ф  | Прокол                                                 | Puncture                                  | Майк Вайс                                       |
| 2011 | ф  | Первый мститель                                        | Captain America: The First Avenger        | Стив Роджерс / Капитан Америка                  |
| 2011 | ф  | Сколько у тебя?                                        | What's Your Number?                       | Колин Ши                                        |
| 2012 | ф  | Мстители                                               | The Avengers                              | Стив Роджерс / Капитан Америка                  |
| 2012 | ф  | Ледяной                                                | The Iceman                                | Мистер Фризи                                    |
| 2013 | ф  | Сквозь снег                                            | Snowpiercer                               | Кёртис Эверетт                                  |
| 2013 | ф  | Тор 2: Царство тьмы                                    | Thor: The Dark World                      | Локи в образе Стива Роджерса / Капитана Америки |
| 2014 | ф  | Сердце вдребезги                                       | Playing It Cool                           | Рассказчик                                      |
| 2014 | ф  | Первый мститель: Другая война                          | Captain America: The Winter Soldier       | Стив Роджерс / Капитан Америка                  |
| 2014 | ф  | Прежде чем мы расстанемся                              | Before We Go                              | Ник Вон                                         |
| 2015 | ф  | Мстители: Эра Альтрона                                 | The Avengers: Age of Ultron               | Стив Роджерс / Капитан Америка                  |
| 2015 | ф  | Человек-муравей                                        | Ant-Man                                   | Стив Роджерс / Капитан Америка                  |
| 2016 | ф  | Первый мститель: Противостояние                        | Captain America: Civil War                | Стив Роджерс / Капитан Америка                  |
| 2017 | ф  | Одарённая                                              | Gifted                                    | Фрэнк Адлер                                     |
| 2017 | ф  | Человек-паук: Возвращение домой                        | Spider-Man: Homecoming                    | Стив Роджерс / Капитан Америка                  |
| 2018 | ф  | Мстители: Война бесконечности                          | Avengers: Infinity War                    | Стив Роджерс / Капитан Америка                  |
| 2019 | ф  | Капитан Марвел                                         | Captain Marvel                            | Стив Роджерс / Капитан Америка                  |
| 2019 | ф  | Мстители: Финал                                        | Avengers: Endgame                         | Стив Роджерс / Капитан Америка                  |
| 2019 | ф  | Курорт для ныряльщиков на Красном море                 | The Red Sea Diving Resort                 | Ари Левинсон                                    |
| 2019 | ф  | Достать ножи                                           | Knives Out                                | Хью Рэнсом Драйсдэйл                            |
| 2020 | с  | Защищая Джейкоба                                       | Defending Jacob                           | Энди Барбер                                     |
| 2021 | ф  | Главный герой                                          | Free Guy                                  | камео в роли самого себя                        |
| 2021 | ф  | Не смотрите наверх                                     | Don't look Up                             | Девин Питерс                                    |
| 2022 | мф | Базз Лайтер                                            | Lightyear                                 | Базз Лайтер                                     |
| 2022 | ф  | Серый человек                                          | The Gray Man                              | Ллойд Хэнсен                                    |
| 2023 | ф  | Без ответа                                             | Ghosted                                   | Коул Тёрнер                                     |
| 2023 | ф  | Продавцы боли                                          | Pain Hustlers                             | Пит Бреннер                                     |
| 2023 | мс | Скотт Пилигрим жмёт на газ                             | Scott Pilgrim Takes Off                   | Лукас Ли                                        |
| 2024 | ф  | Дэдпул и Росомаха                                      | Deadpool & Wolverine                      | Джонни Шторм / Человек-факел                    |
| 2024 | ф  | Миссия: Красный                                        | Red One                                   | Джек О’Мэлли                                    |
| 2025 | ф  | Милая, не надо!                                        | Honey Don’t!                              | Дрю Девлин                                      |
| 2025 | ф  | Материалистка                                          | Materialists                              | Джон                                            |
|      | ф  | Жертвоприношение                                       | Sacrifice                                 | Майк Тайлер                                     |